# Hermann II. von Lohn
Hermann II. von Lohn (* vor 1238; † 1316) war der letzte Dynast der Herrschaft Lohn, die sich an der Westgrenze der Diözese Münster auf dem Gebiet des heutigen Kreises Borken und des jetzt niederländischen Achterhoeks befand. Mit seinem Tod erlosch die Grafenlinie der Edelherren von Lohn. An seinem Erbe entzündete sich die große Bredevoorter Fehde.

## Leben
Seine Eltern waren Hermann I. von Lohn (1206–1252), den er als Graf der Herrschaft Lohn beerbte, und Euphemia van Coeverden. Als sein Vater starb, war Hermann II. noch minderjährig und wurde daher zu Beginn seiner Regentschaft durch Otto von Lohn unterstützt. Hermann war verheiratet mit Gertrud von Holte, Tochter des Edelherren Hermann von Holte und Nichte des Kölner Erzbischofs Wigbold von Holte. Aus der Ehe gingen zwei Söhne hervor, Hermann von Lohn († 1315) und Wikbold von Lohn († 1312), der Domherr (1292–1310), Domküster (1303–1306) und Dompropst (1307–1310) am St.-Paulus-Dom in Münster war.

### Annäherung an Geldern
Hermann II. setzte die unter seinem Vater begonnene Annäherung an die Grafschaft Geldern fort. 1255 verkaufte er seine Rechte an der Gerichtsbarkeit über Zelhem und Hengelo an den geldrischen Grafen Otto II. Dieses sogenannte Land auf dem Goy war im Übrigen ein Münstersches Lehen und bildete den äußersten westlichen Zipfel der Diözese Münster.

### Fehde mit den Grafen von der Mark
Am 1. November 1277 nahm Hermann II. den auf der Reise nach Tecklenburg befindlichen Engelbert I., Graf von der Mark, gefangen und setzte ihn auf seiner Burg Bredevoort fest. Engelbert starb kurz darauf am 16. November in der Gefangenschaft. Daraufhin zog 1278 sein Sohn Everhard gegen Hermann zu Felde und zerstörte Burg Bredevoort nach zuvor erfolgter Belagerung. Den Leichnam seines Vaters überführte er zur Beisetzung ins Kloster Cappenberg. Dem unterlegenen Hermann von Lohn wurden mehrere Sühneleistungen auferlegt. Eine davon war eine zweijährige Pilgerfahrt. Unklar ist, ob diese ins Heilige Land oder nach Livland ausgeführt wurde. Die Niederlage gegen den Märkler und die von Hermann zu erbringenden Wiedergutmachungsmaßnahmen bedeuteten de facto das Ende der Selbständigkeit der Grafschaft.
Zu Beginn des 14. Jahrhunderts geriet Hermann II. von Lohn in Streit mit dem Klerus in Münster. Der neue Fürstbischof Otto III. von Rietberg (1301–1306) hatte noch an seinem Wahltag ein Bündnis mit den Abgesandten des Kölner Erzbischofs Wigbold von Holte geschlossen, dessen Bruder Wedekind von Holte als Dompropst die Delegation anführte. Das Bündnis war gegen den Grafen Everhard von der Mark gerichtet, dessen Vater auf der Bredevoorter Feste gestorben war. Everhard wollte den Kölner Einfluss zurückdrängen, aber den ihm gefälligen Kandidaten, den Abt Heinrich von Wildenburg des Klosters Werden, konnte er nicht durchsetzen. Otto von Rietberg war zu diesem Zeitpunkt noch auf der Seite Hermanns, dessen Ehefrau Gertrud mit dem Kölner Erzbischof verwandt war, und sagte ihm Unterstützung für die Rückgabe und den Wiederaufbau der Burg Bredevoort zu. Doch schon bald wurde Otto wortbrüchig und verbündete sich mit dem Grafen von der Mark in einer Fehde gegen den Lohner. Bredevoort fiel in einem bewaffneten Konflikt 1303 in die Hände des Märklers, und als auch Burg Lohn kurz vor der Übergabe stand, floh Hermann aus seiner Burg. Er wurde in Bocholt aufgegriffen und dem Fürstbischof, der versprechen musste Hermanns Leben zu schonen, ausgeliefert. In der Folge ergriffen Ludolf der Jüngere von Steinfurt, die Domherren Wikbold von Lohn und Otto von Bentheim sowie zuletzt auch Erzbischof Wigbold von Holte Partei für Hermann. Dem Kölner gelang es, einen nur vorübergehenden, brüchigen Waffenstillstand zu schließen, wobei die Burgen Lohn und Bredevoort gemeinsamer Besitz des Bischofs von Münster und des Grafen von der Mark wurden.
Der Konflikt weitete sich jedoch aus, als weitere Feudalherren sich auf die ein oder andere Seite schlugen. Erst mit Krankheit und Tod des Kölner Erzbischofs beruhigte sich die Lage. Im Anschluss zerbrach das Zweckbündnis zwischen Otto von Rietberg und Everhard von der Mark am gemeinsamen Besitz der beiden Burgen, und ihre althergebrachte Feindschaft lebte wieder auf, als der Fürstbischof die märkischen Truppen vor die Tür setzte. Daraufhin eroberte Everhardt die Burg Dülmen und belagerte die neue bischöfliche Burg Rikesmolen bei Werne an der Lippe. Bis zum Frieden war es noch ein weiter Weg. Am Ende verzichtete Otto auf den Ausbau von Rikesmolen, Everhard gab Dülmen zurück und wurde im Gegenzug wieder Miteigentümer auf Bredevoort.
1306 wurde Bischof Otto vom Kölner Erzbischof seines Amtes enthoben. Sein Nachfolger Konrad zog 1308 gegen Ludwig von Ravensberg, Bischof von Osnabrück, zu Felde. Die Ursprünge dieser Fehde lagen noch in der Parteinahme Ludwigs für den abgesetzten Otto von Riedberg, aber auch dem Schicksal Hermanns II. von Lohn begründet. Die Münsterschen Truppen, darunter Hermann von Lohn, unterlagen am 2. Oktober 1308 in der Dritten Schlacht auf dem Haler Feld gegen die Osnabrücker Truppen. Der siegreiche Ludwig von Ravensberg wurde dabei schwer verletzt und starb drei Tage später an seinen Verwundungen.

### Herr von Holte
Über seine Frau Gertrud von Holte gelangte Hermann von Lohn in den Besitz der Herrschaft Holte, die ihren Stammsitz auf der Holter Burg im Osnabrücker Land hatte. 1315 verkaufte er die Herrschaft für 350 Mark an Graf Otto IV. von Ravensberg.

### Ende der Grafschaft
Mit Hermanns Tod im Jahr 1316 erlosch das Geschlecht der Edelherren von Lohn, da seine beiden Söhne vor ihm gestorben waren. Die Grafschaft fiel an seine Neffen, die Edelherren Johann und Otto von Ahaus. Diese veräußerten die Herrschaft Lohn mitsamt der Burg und Herrschaft Bredevoort an Bischof Ludwig II., Landgraf von Hessen. Da in der Folge auch die Grafschaft Geldern Ansprüche auf Bredevoort geltend machte, kam es nach dem Aussterben des Geschlechtes derer von Lohn zur großen Bredevoorter Fehde, die auch als geldrische Fehde bekannt wurde.